# Transports au Brésil
Le transport en Brésil se fait essentiellement en utilisant le mode routier, le plus développé de la région. Il existe également une infrastructure considérable de ports et aéroports. Le secteur ferroviaire et fluvial, bien qu'il ait du potentiel, est généralement traité de manière secondaire.

## Réseau routier et autoroutes

Réseau routier au Brésil, les voies rapides sont mis en évidence en rouge.

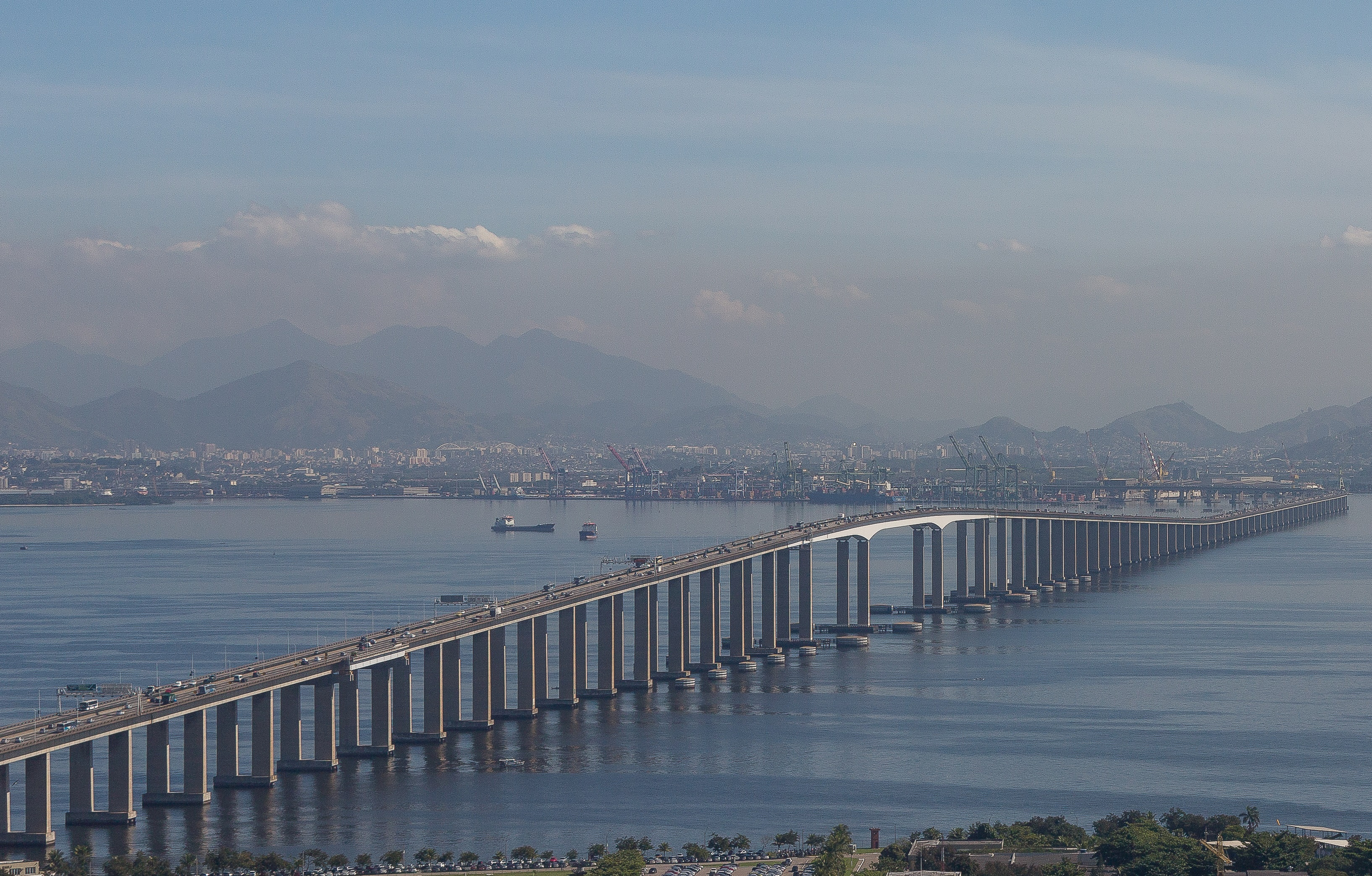
Pont Rio-Niterói

Le Brésil compte plus de 1,7 million de km de routes, dont 215 000 km sont revêtus, et environ 17 000 km sont voie rapide. Les deux autoroutes les plus importantes du pays sont BR-101 et BR-116.
En raison des Cordillère des Andes, Rivière Amazone et Forêt amazonienne, il y a toujours eu des difficultés à mettre en place des autoroutes transcontinentales ou biocéaniques. Pratiquement, la seule route qui existait était celle qui reliait le Brésil à Buenos Aires, en Argentine et plus tard à Santiago, au Chili. Cependant, ces dernières années, grâce à l'effort combiné des pays, de nouvelles routes ont commencé à émerger, comme le Brésil-Pérou (Pacific Highway) et une nouvelle autoroute entre le Brésil, le Paraguay, le nord de l'Argentine et le nord du Chili (Corridor biocéanique).

## Aéroports

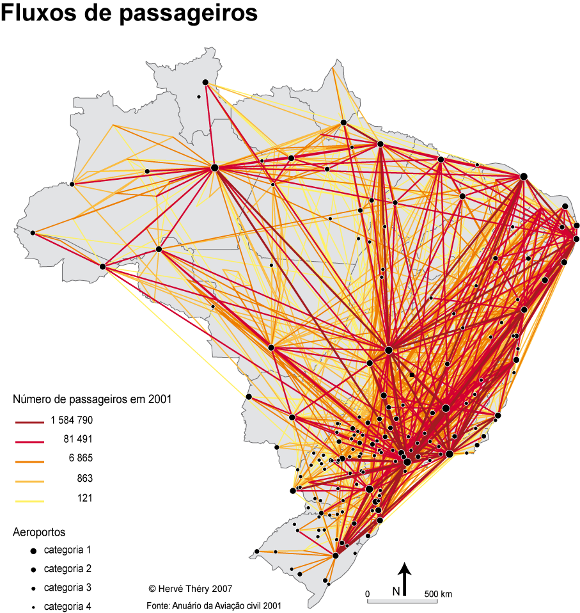
Trafic aérien au Brésil en 2001

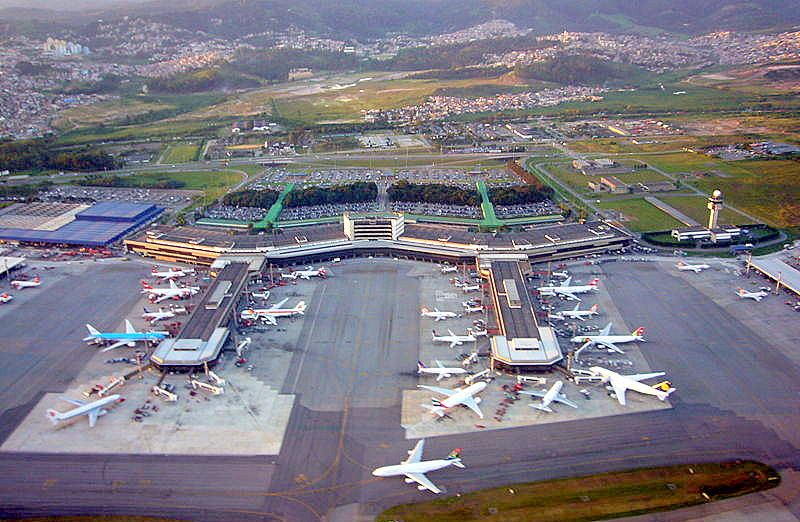
Aéroport international de São Paulo

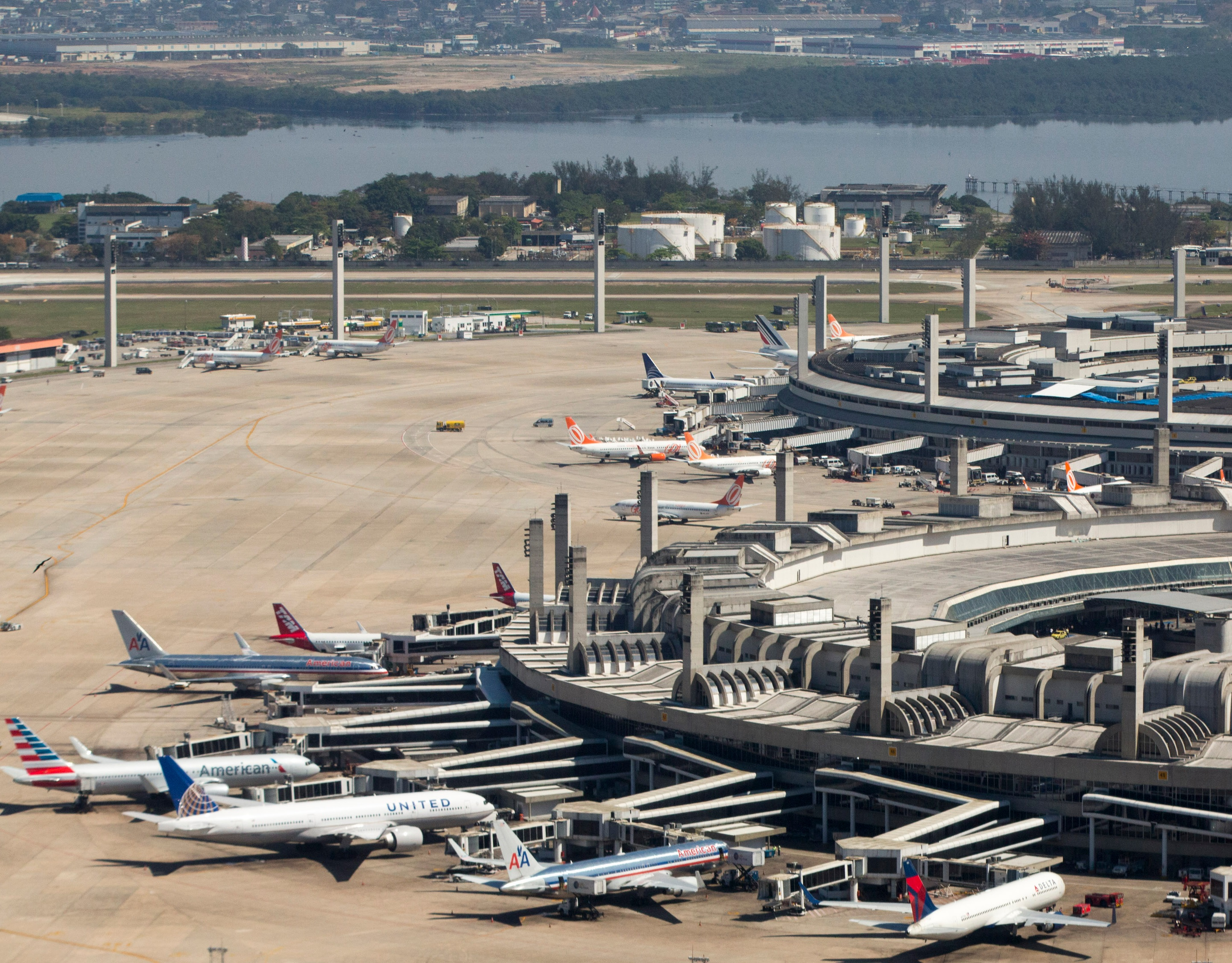
Aéroport international de Rio de Janeiro

Il y a plus de 2 000 aéroports au Brésil. Le pays possède le deuxième plus grand nombre d'aéroports au monde, derrière les États-Unis seulement. Aéroport international de São Paulo, situé dans la région métropolitaine de São Paulo, est le plus grand et le plus fréquenté du pays - l'aéroport relie São Paulo à pratiquement toutes les grandes villes du monde. Le Brésil compte 44 aéroports internationaux, tels que ceux de  Rio de Janeiro,  Brasília, Belo Horizonte, Porto Alegre, Florianópolis, Cuiabá (en), Salvador,  Recife,  Fortaleza, Belém et Manaus, entre autres. Les 10 aéroports les plus fréquentés d'Amérique du Sud en 2017 étaient: São Paulo-Guarulhos (Brésil), Bogotá (Colombie), São Paulo-Congonhas (Brésil), Santiago (Chili), Lima (Pérou), Brasilia (Brésil), Rio de Janeiro. (Brésil), Buenos Aires-Aeroparque (Argentine), Buenos Aires-Ezeiza (Argentine) et Minas Gerais (Brésil). L'importance du marché aérien brésilien a permis l'émergence d'un constructeur national: Embraer. Son modèle le plus célèbre est le EMB 110 Bandeirante qui tient son nom des premiers explorateurs et colons portugais du XVIe siècle, les bandeirantes, porte-drapeau du pouvoir et de la foi du royaume.

## Ports et voies navigables

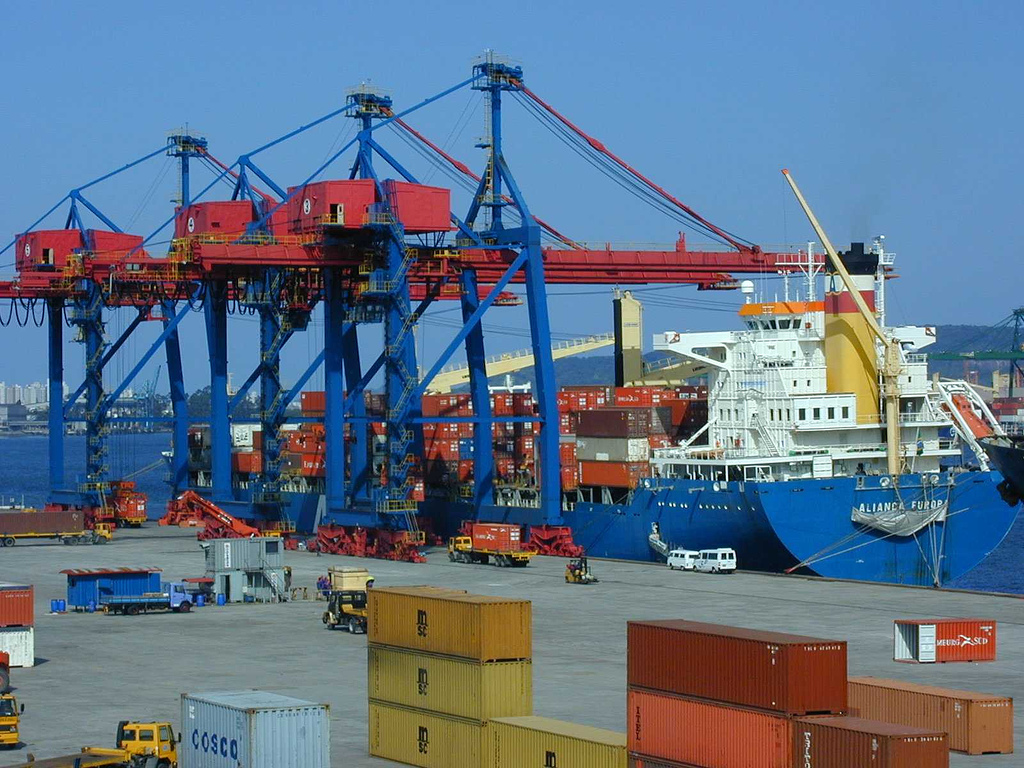
Port de Santos

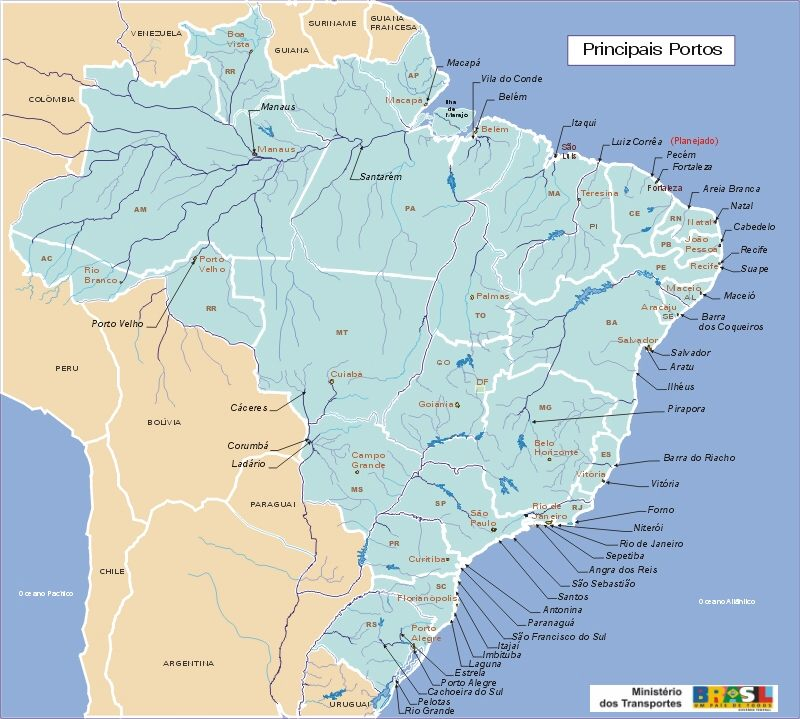
Principaux ports du Brésil

À propos de ports, le Brésil possède certains des ports les plus fréquentés d'Amérique du Sud, tels que Port de Santos, Port de Rio de Janeiro, Port de Paranaguá, Port d'Itajaí, Port de Rio Grande, Port de São Francisco do Sul et Port de Suape. Les 15 ports les plus actifs d'Amérique du Sud sont: Port de Santos (Brésil), Port de Bahía de Cartagena (Colombie), Callao (Pérou), Guayaquil (Équateur), Buenos Aires (Argentine), San Antonio (Chili), Buenaventura (Colombie), Itajaí (Brésil), Valparaíso (Chili), Montevideo (Uruguay), Paranaguá (Brésil), Rio Grande (Brésil), São Francisco do Sul (Brésil), Manaus (Brésil) et Coronel (Chili).
Parmi les principales voies navigables brésiliennes, deux se distinguent: Hidrovia Paraná-Tietê (qui a une longueur de 2 400 km, 1 600 sur le fleuve Paraná et 800 km sur le fleuve Tietê, drainant la production agricole des États du Mato Grosso, du Mato Grosso do Sul, de Goiás et d'une partie de Rondônia, Tocantins et Minas General) et Hidrovia do Solimões-Amazonas (pt) (il comporte deux tronçons: Solimões, qui s'étend de Tabatinga à Manaus, avec environ 1 600 km, et Amazonas, qui s'étend de Manaus à Belém, avec 1 650 km. Le transport quasi intégral de passagers depuis la plaine amazonienne se fait par cette voie fluviale, en plus de pratiquement tout le transport de marchandises qui est dirigé vers les grands centres régionaux de Belém et Manaus). Au Brésil, ce transport est encore sous-utilisé: les tronçons fluviaux les plus importants, d'un point de vue économique, se trouvent dans le sud-est et le sud du pays. Sa pleine utilisation dépend toujours de la construction d'écluses, de grands travaux de dragage et, principalement, de ports permettant une intégration intermodale.

## Chemins de fer

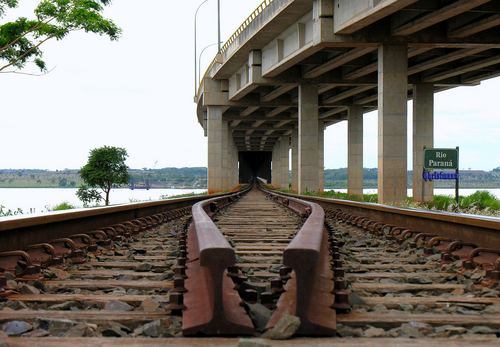
Chemin de fer Norte Brasil

Le réseau ferroviaire brésilien a une extension d'environ 30 000 kilomètres. Il est essentiellement utilisé pour transporter des minerais,.

## Villes avec métros

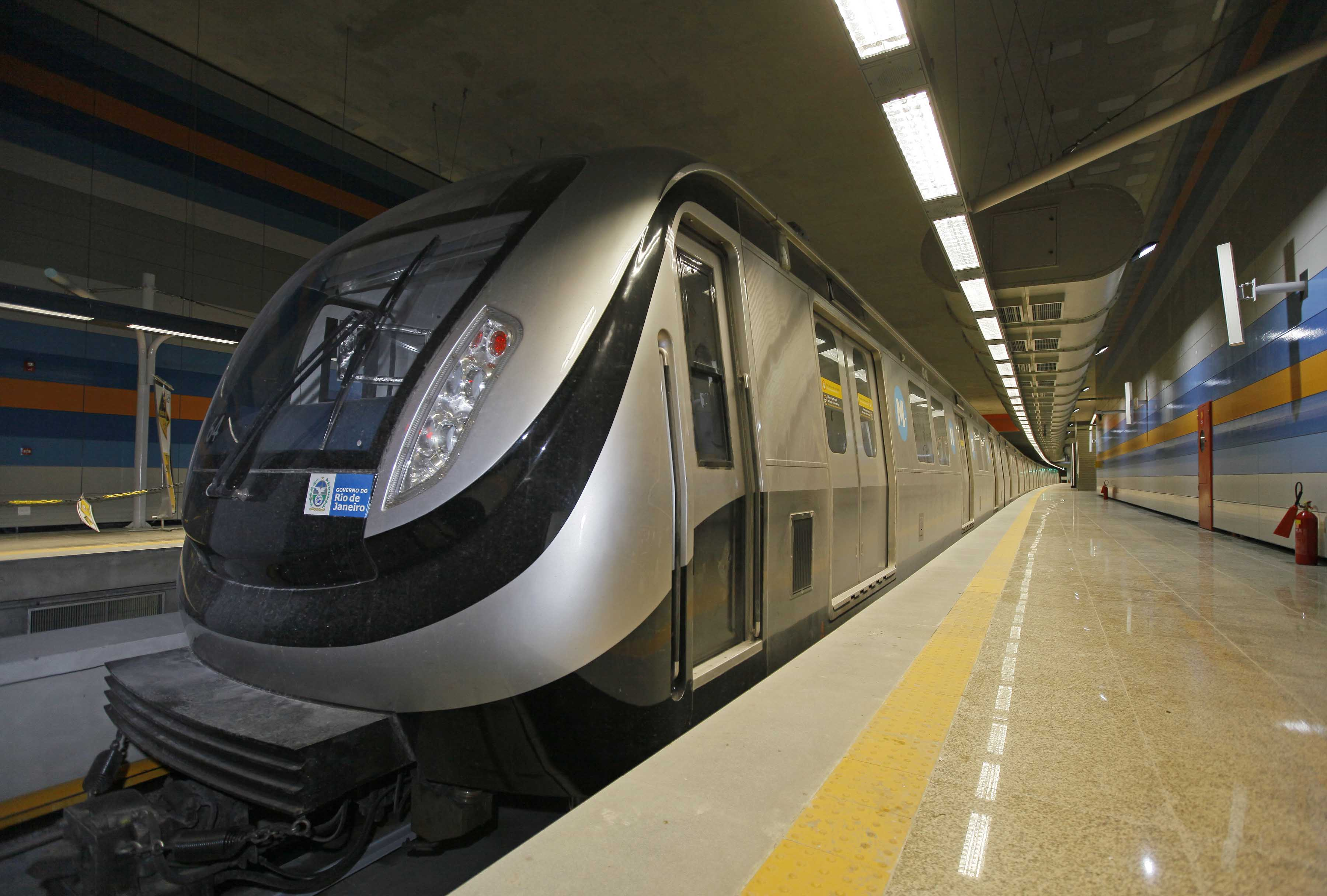
Métro de Rio de Janeiro

| - Belo Horizonte (28,2 km) - Brasilia (42,4 km) - Fortaleza (24,1 km) - Porto Alegre (43,4 km) - Sobral (11,0 km) |  | - Juazeiro do Norte (13,9 km) - Recife (71 km) - Rio de Janeiro (58 km) - São Paulo (96 km) - Salvador (48 km) - Teresina (13,5 km) |